# Liste literarischer Detektive und Ermittler
Die Liste literarischer Detektive und Ermittler enthält literarische Figuren, die in Kriminalromanen in der Funktion eines Detektivs oder sonstigen Ermittlers tätig sind. Berücksichtigt werden dabei nur solche Figuren, die als Protagonisten in mindestens zwei Romanen oder Kurzgeschichtensammlungen auftreten, die in regulären Verlagen (das heißt keine Selbst-, Pseudo- oder Zuschussverlage) veröffentlicht wurden.
| Detektiv / Ermittler                      | Beruf des Detektivs                                      | Co-Detektiv                                                                                           | Land der Handlung               | Autor | Jahr |
| ----------------------------------------- | -------------------------------------------------------- | --- | ------------------------------- | --- | ---- |
| Jean Abel                                 | Rechtsanwalt                                             | | Deutschland                     | Fred Breinersdorfer | 1980 |
| Jean-Baptiste Adamsberg                   | Kommissar                                                | Adrian Danglard                                                                                       | Frankreich                      | Fred Vargas | 1991 |
| Aelius Cassator                           | Bibliothekar                                             | | Römisches Reich                 | Cay Rademacher | 1996 |
| Roderick Alleyn                           | Kommissar                                                | | Großbritannien                  | Ngaio Marsh | 1934 |
| Gabriel Allon                             | Geheimagent / Kunstrestaurator                           | | USA                             | Daniel Silva | 2000 |
| Tadeusz „Tad“ Anders                      | SIS-Abwehragent                                          | Commander Bryant                                                                                      | Großbritannien                  | Ted Allbeury | 1974 |
| Thomas Andreasson                         | Inspektor                                                | | Schweden                        | Viveca Sten | 2010 |
| Tom Aragon                                | Jurist                                                   | | USA                             | Margaret Millar | 1976 |
| Lew Archer                                | Privatdetektiv                                           | | USA                             | Ross Macdonald | 1949 |
| Bruder Athelstan                          | Dominikanermönch                                         | Sir John Cranston                                                                                     | Großbritannien                  | Paul Doherty | 1991 |
| Dr. David Audley                          | Mediävist, Historiker                                    | Jack Butler                                                                                           | Großbritannien                  | Anthony Price | 1970 |
| Kurt Austin                               | Agent                                                    | | USA                             | Clive Cussler | 1973 |
| Avraham Avraham                           | Polizeiinspektor                                         | | Israel                          | Dror Mishani | 2011 |
| Alan Banks                                | Detective Chief Inspector                                | | Großbritannien                  | Peter Robinson | 1987 |
| Gunnar Barbarotti                         | Polizeiinspektor                                         | Eva Backmann                                                                                          | Schweden                        | Håkan Nesser | 2006 |
| Hans Bärlach                              | Kommissär                                                | | Schweiz                         | Friedrich Dürrenmatt | 1950 |
| Tom Barnaby                               | Detective Chief Inspector                                | | Großbritannien                  | Caroline Graham | 1987 |
| Smoky Barrett                             | FBI-Agentin                                              | | USA                             | Cody McFadyen | 2006 |
| Siggi Baumeister                          | Journalist                                               | | Deutschland                     | Jacques Berndorf | 1989 |
| Sanela Beara                              | Polizeimeisterin                                         | Lutz Gehring                                                                                          | Deutschland                     | Elisabeth Herrmann | 2013 |
| Phil Beaumont                             | Privatdetektiv                                           | Jane Turner                                                                                           | USA                             | Walter Satterthwait | 1995 |
| Martin Beck                               | Kommissar                                                | Lennart Kollberg, Gunvald Larsson                                                                     | Schweden                        | Maj Sjöwall, Per Wahlöö | 1965 |
| Annika Bengtzon                           | Journalistin                                             | | Schweden                        | Liza Marklund | 1999 |
| Tommy Beresford                           | Privatdetektiv, Geheimagent                              | Tuppence Beresford                                                                                    | Großbritannien                  | Agatha Christie | 1922 |
| Sebastian Bergman                         | Polizeipsychologe                                        | Torkel Höglund                                                                                        | Schweden                        | Michael Hjorth, Hans Rosenfeldt | 2010 |
| Ernst Bienzle                             | Kommissar                                                | Günter Gächter                                                                                        | Deutschland                     | Felix Huby | 1977 |
| Adalbert Bietigheim                       | Professor für Kulinaristik                               | | Deutschland                     | Carsten Sebastian Henn | 2011 |
| Modesty Blaise                            | Geheimagentin                                            | Willie Garvin                                                                                         | Großbritannien                  | Peter O’Donnell | 1963 |
| Bella Block                               | Kriminalbeamtin                                          | | Deutschland                     | Doris Gercke | 1988 |
| Kalle Blomkvist                           | Kind                                                     | Anders Bengtsson, Eva-Lotta Lisander                                                                  | Schweden                        | Astrid Lindgren | 1946 |
| Mikael Blomkvist                          | Journalist                                               | Lisbeth Salander                                                                                      | Schweden                        | Stieg Larsson | 2005 |
| Brünhilde Blum                            | Bestatterin                                              | | Österreich                      | Bernhard Aichner | 2014 |
| James Bond                                | Geheimagent                                              | | Großbritannien                  | Ian Fleming | 1953 |
| Louise Bonì                               | Kommissarin                                              | | Deutschland                     | Oliver Bottini | 2005 |
| Harry Bosch                               | Polizeibeamter                                           | Jerry Edgar                                                                                           | USA                             | Michael Connelly | 1992 |
| Jason Bourne                              | Geheimagent, Auftragsmörder                              | | USA                             | Robert Ludlum | 1971 |
| Lindsay Boxer                             | Inspektorin                                              | | USA                             | James Patterson | 2002 |
| Nicholas Bracewell                        | Theaterdirektor                                          | | England                         | Keith Miles | 1988 |
| Peter Brandt                              | Hauptkommissar                                           | | Deutschland                     | Andreas Franz | 2004 |
| Wanda von Brannburg                       | Privatdetektivin                                         | | Deutschland                     | unbekannt | 1907 |
| Kate Brannigan                            | Privatdetektivin                                         | | Großbritannien                  | Val McDermid | 1992 |
| Miles Bredon                              | Versicherungsdetektiv                                    | | Großbritannien                  | Ronald Knox | 1927 |
| Temperance Brennan                        | Forensische Anthropologin                                | | USA                             | Kathy Reichs | 1997 |
| Simon Brenner                             | Privatdetektiv                                           | | Österreich                      | Wolf Haas | 1996 |
| Max Broll                                 | Totengräber                                              | | Österreich                      | Bernhard Aichner | 2011 |
| David Bronstein                           | Polizeioffizier                                          | | Österreich                      | Andreas P. Pittler | 2008 |
| Pater Brown                               | Katholischer Pfarrer                                     | | Großbritannien                  | Gilbert Keith Chesterton | 1911 |
| Guido Brunetti                            | Commissario                                              | Lorenzo Vianello                                                                                      | Italien                         | Donna Leon | 1992 |
| Kate Burkholder                           | Polizeichefin                                            | | USA                             | Linda Castillo | 2009 |
| Nestor Burma                              | Privatdetektiv                                           | Roger Zavatter, Louis Réboul                                                                          | Frankreich                      | Léo Malet | 1943 |
| Bruder Cadfael                            | Mönch                                                    | | Großbritannien                  | Ellis Peters | 1977 |
| Decius Caecilius Metellus                 | Römischer Beamter                                        | | Römisches Reich                 | John Maddox Roberts | 1990 |
| Jack Caffery                              | Detective Inspector                                      | | Großbritannien                  | Mo Hayder | 2001 |
| Slim Callaghan                            | Privatdetektiv                                           | | Großbritannien                  | Peter Cheyney | 1938 |
| Albert Campion                            | Hobbydetektiv                                            | Magersfontein Lugg                                                                                    | Großbritannien                  | Margery Allingham | 1927 |
| John Cardinal                             | Detective                                                | Lise Delorme                                                                                          | Kanada                          | Giles Blunt | 2001 |
| Mario Carozzi                             | Archäologe                                               | | Österreich                      | Christoph Wagner | 2002 |
| Pepe Carvalho                             | Privatdetektiv                                           | Biscuter                                                                                              | Spanien                         | Manuel Vázquez Montalbán | 1972 |
| Lemmy Caution                             | FBI-Agent                                                | | USA                             | Peter Cheyney | 1936 |
| Hal Challis                               | Detective Inspector                                      | | Australien                      | Garry Disher | 1999 |
| Charlie Chan                              | Detektiv                                                 | | Hawaii                          | Earl Derr Biggers | 1925 |
| Roger Chapman                             | Hausierer                                                | | England                         | Kate Sedley | 1991 |
| Kostas Charitos                           | Kommissar                                                | | Griechenland                    | Petros Markaris | 1995 |
| Jim Chee                                  | Polizist im Navajo-Reservat                              | | USA                             | Tony Hillerman | 1984 |
| Chen                                      | Oberinspektor                                            | Yu Guangming                                                                                          | China                           | Qiu Xiaolong | 2000 |
| Markus Cheng                              | Privatdetektiv                                           | | Österreich                      | Heinrich Steinfest | 1999 |
| Emile Cinq-Mars                           | Sergeant-Detective                                       | Bill Mathers                                                                                          | Kanada                          | John Farrow | 1999 |
| Claes Claesson                            | Kriminalkommissar                                        | | Schweden                        | Karin Wahlberg | 2001 |
| Perry Clifton                             | Kaufhausdetektiv                                         | Dicki Miller                                                                                          | Großbritannien                  | Wolfgang Ecke | 1964 |
| der Commissaris                           | Commissaris                                              | Henk Grijpstra, Rinus de Gier                                                                         | Niederlande                     | Janwillem van de Wetering | 1975 |
| Mario Conde                               | Kommissar Leutnant                                       | | Kuba                            | Leonardo Padura | 1991 |
| Petra Connor                              | Polizistin                                               | | USA                             | Jonathan Kellerman | 1986 |
| Hugh Corbett                              | Meisterspion                                             | | Großbritannien                  | Paul Doherty | 1986 |
| Jerry Cotton                              | FBI-Agent                                                | Phil Decker                                                                                           | USA                             | Delfried Kaufmann | 1954 |
| Bruno Courrèges                           | Polizeichef                                              | | Frankreich                      | Martin Walker | 2008 |
| Joshua Croft                              | Privatdetektiv                                           | | USA                             | Walter Satterthwait | 1987 |
| Alex Cross                                | Polizeipsychologe                                        | | USA                             | James Patterson | 1993 |
| Adam Dalgliesh                            | Commander bei Scotland Yard                              | Kate Miskin                                                                                           | Großbritannien                  | P. D. James | 1962 |
| Andrew Dalziel                            | Chief Superintendent                                     | Peter Pascoe                                                                                          | Großbritannien                  | Reginald Hill | 1970 |
| Dr. Debyrski                              | Inspektor der Miliz, Arzt                                | | Bulgarien                       | Swetoslaw Slawtschew | 1970 |
| Peter Decker                              | Kommissar                                                | Rina Lazarus                                                                                          | USA                             | Faye Kellerman | 1986 |
| Alex Delaware                             | Kinderpsychologe                                         | Milo Sturgis                                                                                          | USA                             | Jonathan Kellerman | 1985 |
| Georg Dengler                             | Privatdetektiv, ehemaliger BKA-Ermittler                 | | Deutschland                     | Wolfgang Schorlau | 2003 |
| Di                                        | Richter                                                  | | China                           | Robert van Gulik | 1956 |
| Die drei ???                              | Detektive                                                | Alfred Hitchcock                                                                                      | USA                             | Robert Arthur | 1964 |
| Mathäus Dreyling                          | Dorfherr                                                 | Heinrich („Hein“)                                                                                     | Deutschland                     | Günter Krieger | 1999 |
| C. Auguste Dupin                          | Amateurdetektiv                                          | namenloser Ich-Erzähler                                                                               | Frankreich                      | Edgar Allan Poe | 1841 |
| Georges Dupin                             | Kommissar                                                | Kadeg, Riwal                                                                                          | Frankreich                      | Jean-Luc Bannalec | 2012 |
| Julia Durant                              | Hauptkommissarin                                         | | Deutschland                     | Andreas Franz | 1996 |
| Julius Eichendorff                        | Koch                                                     | | Deutschland                     | Carsten Sebastian Henn | 2002 |
| Rachel Eisenberg                          | Strafrechtsanwältin                                      | | Deutschland                     | Andreas Föhr | 2016 |
| Erlendur Sveinsson                        | Kommissar                                                | Elinborg                                                                                              | Island                          | Arnaldur Indridason | 1997 |
| Andreas Eschenbach                        | Kommissar                                                | | Schweiz                         | Michael Theurillat | 2005 |
| Elena Estes                               | Pferdepflegerin                                          | | USA                             | Tami Hoag | 2003 |
| Die vier Evangelisten                     | Prähistoriker, Mediävist, Historiker, Ex-Polizist        | | Frankreich                      | Fred Vargas | 1995 |
| Michal Exner                              | Kapitän im Kriminaldienst                                | | Tschechoslowakei, Tschechien    | Václav Erben | 1964 |
| Jan Fabel                                 | Kriminalhauptkommissar                                   | | Deutschland                     | Craig Russell | 2005 |
| Marcus Didius Falco                       | Privatermittler                                          | | Römisches Reich                 | Lindsey Davis | 1989 |
| Erast Fandorin                            | Staatsrat                                                | | Russland                        | Boris Akunin | 1998 |
| Kate Fansler                              | Literaturwissenschaftlerin, Professorin                  | Reed Amhearst                                                                                         | USA                             | Amanda Cross | 1964 |
| Herbie Feldmann                           | Privatermittler                                          | Julius (unsichtbarer Begleiter)                                                                       | Deutschland                     | Ralf Kramp | 1997 |
| Dr. Gideon Fell                           | Lexikograf                                               | | Großbritannien                  | John Dickson Carr | 1933 |
| Hanspeter Feller                          | Privatdetektiv                                           | Jürg Lüthi                                                                                            | Schweiz                         | Stefan Haenni | 2009 |
| Pietro Fenoglio                           | Maresciallo der Carabinieri                              | | Italien                         | Gianrico Carofiglio | 2014 |
| Andrew Fenwick                            | Chief Inspector                                          | Louise Nightingale                                                                                    | England                         | Elizabeth Corley | 1998 |
| Schwester Fidelma                         | Nonne                                                    | Bruder Eadulf                                                                                         | Irland                          | Peter Tremayne | 1993 |
| Kit Fielding                              | Jockey                                                   | | Großbritannien                  | Dick Francis | 1962 |
| Polonius Fischer                          | Hauptkommissar                                           | | Deutschland                     | Friedrich Ani | 2006 |
| Horne Fisher                              | Hobbydetektiv                                            | Howard Marsh                                                                                          | Großbritannien                  | Gilbert Keith Chesterton | 1920 |
| Regina Flint                              | Staatsanwältin                                           | Bruno Cavalli                                                                                         | Schweiz                         | Petra Ivanov | 2005 |
| Aubrey „Ruffneck“ Fraser                  | Privatdetektiv                                           | | Jamaica                         | Peter-Paul Zahl | 1994 |
| Diane Frey                                | Detective Sergeant                                       | Ben Cooper                                                                                            | Großbritannien                  | Stephen Booth | 2002 |
| Franz Gasperlmaier                        | Polizist                                                 | Renate Kohlross                                                                                       | Österreich                      | Herbert Dutzler | 2011 |
| Dirk Gently                               | Privatdetektiv                                           | | Großbritannien                  | Douglas Adams | 1987 |
| Frank Gerdes                              | Privatermittler                                          | | Deutschland                     | Tomas Cramer | 2013 |
| Ganesh V. Ghote                           | Inspector                                                | | Indien                          | H.R.F. Keating | 1964 |
| Laura Gottberg                            | Kommissarin                                              | | Deutschland                     | Felicitas Mayall | 2004 |
| Roy Grace                                 | Detective Superintendent                                 | | Großbritannien                  | Peter James | 2005 |
| Emma Graham                               | Hobbydetektivin                                          | | Großbritannien                  | Martha Grimes | 1992 |
| Maria Grappa                              | Journalistin                                             | | Deutschland                     | Gabriella Wollenhaupt | 1993 |
| Cordelia Gray                             | Privatdetektivin                                         | | Großbritannien                  | P. D. James | 1972 |
| Michael Gray                              | Psychoanalytiker                                         | | USA                             | Henry Kuttner & Catherine L. Moore | 1956 |
| Knut Gribb                                | Polizeidetektiv                                          | | Norwegen                        | Sven Elvestad | 1908 |
| Benny Griessel                            | Captain / Kaptein                                        | | Südafrika                       | Deon Meyer | 2004 |
| Fiona Griffiths                           | Detective Constable                                      | | Wales                           | Harry Bingham | 2012 |
| Falt Groschen                             | Kriminalkommissar                                        | | Österreich                      | Franzobel | 2014 |
| Ebenezer Gryce                            | Inspektor                                                | Amelia Butterworth                                                                                    | USA                             | Anna Katharine Rohlfs | 1878 |
| Salvatore Guarnaccia                      | Maresciallo                                              | | Italien                         | Magdalen Nabb | 1981 |
| Guido Guerrieri                           | Rechtsanwalt und Strafverteidiger                        | | Italien                         | Gianrico Carofiglio | 2002 |
| Bernhard Gunther                          | Kriminaloberkommissar, Privatdetektiv                    | | Deutschland, Österreich, andere | Philip Kerr | 1989 |
| Sid Halley                                | Jockey / Privatdetektiv                                  | | Großbritannien                  | Dick Francis | 1962 |
| Mike Hammer                               | Privatdetektiv                                           | | USA                             | Mickey Spillane | 1947 |
| die schwarze hand                         | Kindergruppe                                             | | BRD                             | Hans Jürgen Press | 1965 |
| Rosina Hardenstein                        | Komödiantin                                              | Claes Hermanns                                                                                        | Deutschland                     | Petra Oelker | 1997 |
| Johnny Havoc                              | Privatdetektiv                                           | | USA                             | John Jakes | 1960 |
| Tamara Hayle                              | Privatdetektivin                                         | | USA                             | Valerie Wilson Wesley | 1996 |
| Sören Henning                             | Hauptkommissar                                           | Lisa Santos                                                                                           | Deutschland                     | Andreas Franz | 2006 |
| Hippolyt Hermanus                         | ehem. Polizeipsychologe, Weinkenner                      | | Deutschland                     | Michael Böckler | 2003 |
| Tony Hill                                 | Profiler                                                 | Carol Jordan                                                                                          | Großbritannien                  | Val McDermid | 1995 |
| Kati Hirschel                             | Buchhändlerin                                            | | Türkei                          | Esmahan Aykol | 2001 |
| Paul Hjelm                                | Polizeibeamter                                           | Kerstin Holm                                                                                          | Schweden                        | Arne Dahl | 1998 |
| Dido Hoare                                | Buchhändlerin                                            | | England                         | Marianne MacDonald | 1996 |
| Bill Hodges                               | Detektiv                                                 | Holly Gibney                                                                                          | USA                             | Stephen King | 2014 |
| Harry Hole                                | Hauptkommissar                                           | | Norwegen                        | Jo Nesbø | 1997 |
| Rebekka Holm                              | Ermittlerin                                              | | Dänemark                        | Julie Hastrup | 2009 |
| Sherlock Holmes                           | Detektiv                                                 | Dr. Watson                                                                                            | Großbritannien                  | Arthur Conan Doyle | 1892 |
| Horvath                                   | Krimiautor                                               | Mimi                                                                                                  | Österreich                      | Fanny Svoboda | 2024 |
| Peter Hunkeler                            | Kommissär                                                | | Schweiz                         | Hansjörg Schneider | 1993 |
| David Hunter                              | Forensiker                                               | | Großbritannien                  | Simon Beckett | 2006 |
| Robert Hunter                             | Kriminalbeamter und Kriminalpsychologe                   | Carlos Garcia                                                                                         | USA                             | Chris Carter | 2009 |
| Irene Huss                                | Inspektorin                                              | | Schweden                        | Helene Tursten | 1998 |
| Çetin İkmen                               | Inspektor                                                | | Türkei                          | Barbara Nadel | 1999 |
| Jack Irish                                | Ex-Rechtsanwalt                                          | | Australien                      | Peter Temple | 1996 |
| Smilla Jaspersen                          | Wissenschaftlerin                                        | | Dänemark                        | Peter Høeg | 1992 |
| Kimmo Joentaa                             | Kommissar                                                | | Finnland                        | Jan Costin Wagner | 2003 |
| Trevor Joseph                             | Sergeant                                                 | | Großbritannien                  | Katherine John | 1990 |
| Richard Jury                              | Inspektor                                                | | Großbritannien                  | Martha Grimes | 1981 |
| Maria Kallio                              | Kommissarin                                              | | Finnland                        | Leena Lehtolainen | 1993 |
| Lothar Kaltenbach                         | Weinhändler                                              | | Deutschland                     | Thomas Erle | 2013 |
| Karl Kämena                               | Polizeikommissar                                         | Stoffregen                                                                                            | Deutschland                     | Horst Bosetzky | 1973 |
| Anastasija Kamenskaja                     | Kriminalistin                                            | | Russland                        | Alexandra Marinina | 1992 |
| Hermann Kappe                             | Polizeikommissar                                         | Gustav Galgenberg                                                                                     | Deutschland                     | Horst Bosetzky, Jan Eik, Wolfgang Brenner, Petra A. Bauer, Klaus Vater, Petra Gabriel, Stephan Hähnel, Bettina Kerwien und weitere (Kettenroman) | 2007 |
| Viktor Kärppä                             | Geheimdienstmitarbeiter, Gauner, Informant               | | Finnland                        | Matti Rönkä | 2002 |
| Kemal Kayankaya                           | Privatdetektiv                                           | | BRD                             | Jakob Arjouni | 1985 |
| Irene Kelly                               | Reporterin                                               | Frank Harriman                                                                                        | USA                             | Jan Burke | 1993 |
| Judith Kepler                             | Tatort-Cleanerin                                         | | Deutschland                     | Elisabeth Herrmann | 2011 |
| Duncan Kinkaid                            | Superintendent                                           | Gemma James                                                                                           | Großbritannien                  | Deborah Crombie | 1993 |
| Jacqueline Kirby                          | Bibliothekarin                                           | | USA                             | Elizabeth Peters | 1972 |
| Ann Kathrin Klaasen                       | Hauptkommissarin                                         | Frank Weller, Rupert                                                                                  | Deutschland                     | Klaus-Peter Wolf | 2007 |
| Frieda Klein                              | Psychotherapeutin                                        | | Großbritannien                  | Nicci French | 2011 |
| A.I. Kluftinger                           | Kommissar                                                | | Deutschland                     | Volker Klüpfel, Michael Kobr | 2003 |
| Robert Koesler                            | Katholischer Pfarrer                                     | | USA                             | William X. Kienzle | 1978 |
| Adolf Kottan                              | Polizeimajor                                             | Alfred Schrammel                                                                                      | Österreich                      | Helmut Zenker | 1974 |
| Sam Kovac                                 | Detective                                                | | USA                             | Tami Hoag | 1999 |
| Asbjørn Krag                              | Polizeidetektiv                                          | | Norwegen                        | Sven Elvestad | 1904 |
| Magdalena Kuisl                           | Henkerstochter                                           | Simon Fronwieser                                                                                      | Deutschland                     | Oliver Pötzsch | 2008 |
| Vijay Kumar                               | Privatdetektiv                                           | | Schweiz                         | Sunil Mann | 2010 |
| Donald Lam                                | Privatdetektiv                                           | Bertha Cool                                                                                           | USA                             | A. A. Fair | 1939 |
| Duca Lamberti                             | Arzt                                                     | | Italien                         | Giorgio Scerbanenco | 1966 |
| Robert Langdon                            | Professor für Symbologie                                 | | USA                             | Dan Brown | 2000 |
| Laviolette                                | Kommissar                                                | | Frankreich                      | Pierre Magnan | 1976 |
| Joe Leaphorn                              | Polizist in der Navajo Nation Reservation                | | USA                             | Tony Hillerman | 1970 |
| Lecoq                                     | Inspektor                                                | | Frankreich                      | Émile Gaboriau | 1866 |
| Gabriel Lecouvreur                        | Privatdetektiv                                           | | Frankreich                      | Jean-Bernard Pouy u. a. | 1995 |
| Katharina Ledermacher                     | Kriminalkommissarin                                      | | BRD                             | Richard Hey | 1973 |
| Leopold Lemming                           | Privatdetektiv                                           | | Österreich                      | Stefan Slupetzky | 2004 |
| Lennet                                    | Geheimagent                                              | | Frankreich                      | Vladimir Volkoff | 1965 |
| Abe Liebermann                            | Polizist                                                 | Bill Hanrahan                                                                                         | USA                             | Stuart Kaminsky | 1991 |
| Ann Lindell                               | Kriminalkommissarin                                      | | Schweden                        | Kjell Eriksson | 1999 |
| Joona Linna                               | Kommissar                                                | | Schweden                        | Lars Kepler | 2009 |
| Sara Linton                               | Gerichtsmedizinerin                                      | Grant County                                                                                          | USA                             | Karin Slaughter | 2001 |
| Jakob Löhr                                | Kommissar                                                | | Deutschland                     | Peter Meisenberg | 2000 |
| Marco Luciani                             | Commissario                                              | | Italien                         | Claudio Paglieri | 2005 |
| Thomas Lynley                             | Inspektor                                                | Barbara Havers                                                                                        | Großbritannien                  | Elizabeth George | 1988 |
| George Macrae                             | Detective Superintendent                                 | Leo Silver                                                                                            | Großbritannien                  | Alan Scholefield | 1990 |
| Cassandra »Cassie« Maddox                 | Polizistin                                               | | Irland                          | Tana French | 2007 |
| Leo Magozzi                               | Detective                                                | Gino Rolseth                                                                                          | USA                             | P. J. Tracy | 2003 |
| Kristina Mahlo                            | Nachlassverwalterin                                      | | Deutschland                     | Sabine Kornbichler | 2013 |
| Jules Maigret                             | Kriminalkommissar                                        | Lucas, Janvier, Lapointe, Torrence                                                                    | Frankreich                      | Georges Simenon | 1931 |
| Philip Maloney                            | Privatdetektiv                                           | | Schweiz                         | Roger Graf | 1989 |
| Hermine „Minni“ Mann                      | Privatdetektivin                                         | „Joey“ Howorka                                                                                        | Österreich                      | Helmut Zenker | 1989 |
| Hans-Jürgen Mannhardt                     | Kriminalkommissar, später Kriminalkommissar im Ruhestand | Gerhard Koch, Thomas Hundt, Yaiza Teetzmann, Volker Vogeley, Petra Zechow, Orlando Drewisch           | Deutschland                     | Horst Bosetzky | 1971 |
| Alan Markby                               | Inspektor                                                | Meredith Mitchell                                                                                     | Großbritannien                  | Ann Granger | 1999 |
| Philip Marlowe                            | Privatdetektiv                                           | | USA                             | Raymond Chandler | 1939 |
| Jane Marple                               | Amateurdetektivin                                        | | Großbritannien                  | Agatha Christie | 1927 |
| Robert Marthaler                          | Kriminalkommissar                                        | | Deutschland                     | Jan Seghers | 2004 |
| Rebecka Martinsson                        | Rechtsanwältin, Staatsanwältin                           | Anna Maria Mella                                                                                      | Schweden                        | Åsa Larsson | 2003 |
| Perry Mason                               | Strafverteidiger                                         | Paul Drake, Della Street                                                                              | USA                             | Erle Stanley Gardner | 1933 |
| Theo Matthies                             | Bestatter                                                | | Deutschland                     | Christiane Fux | 2012 |
| Balthasar Matzbach                        | Universaldilettant                                       | | Deutschland                     | Gisbert Haefs | 1981 |
| Valerie Mauser                            | Kriminalbeamtin                                          | Manfred Stolwerk                                                                                      | Österreich                      | Joe Fischler | 2015 |
| Andrew M’butu                             | Polizeisergeant                                          | Constable Kobari                                                                                      | Kenia                           | Walter Satterthwait | 1982 |
| Cyril McCorkle                            | Gastwirt                                                 | Michael Padillo                                                                                       | BRD / USA                       | Ross Thomas | 1966 |
| Patrick McLanahan                         | Armeeleutnant                                            | | USA                             | Dale Brown | 1987 |
| Tony Mendez                               | Detective                                                | | USA                             | Tami Hoag | 2009 |
| Sir Henry Merrivale                       | Detektiv                                                 | | Großbritannien                  | John Dickson Carr | 1934 |
| Willibald Adrian Metzger                  | Restaurator                                              | Danjela Djurkovic                                                                                     | Österreich                      | Thomas Raab | 2007 |
| Jasmin Meyer                              | Polizistin                                               | Pal Palushi                                                                                           | Schweiz                         | Petra Ivanov | 2011 |
| Eberhard Mock                             | Kriminalrat                                              | | Polen                           | Marek Krajewski | 1999 |
| William Monk                              | Privatdetektiv                                           | Hester Latterly                                                                                       | Großbritannien                  | Anne Perry | 1990 |
| Salvo Montalbano                          | Commissario                                              | Mimì Augello, Fazio, Catarella                                                                        | Italien                         | Andrea Camilleri | 1994 |
| Fabio Montale                             | Polizist                                                 | | Frankreich                      | Jean-Claude Izzo | 1995 |
| Carl Mørck                                | Kriminalkommissar                                        | | Dänemark                        | Jussi Adler-Olsen | 1997 |
| Endeavour Morse                           | Inspector                                                | | England                         | Colin Dexter | 1975 |
| I. A. Moto                                | Geheimagent                                              | | USA                             | John Phillips Marquand | 1935 |
| Charlie Muffin                            | Geheimagent                                              | | Großbritannien                  | Brian Freemantle | 1977 |
| Heinrich Müller                           | Privatdetektiv                                           | | Schweiz                         | Paul Lascaux | 2008 |
| Joseph Müller                             | Geheimpolizist                                           | | Österreich                      | Auguste Groner | 1890 |
| Mrs. Murphy                               | Tigerkatze                                               | | USA                             | Rita Mae Brown | 1990 |
| Johanna di Napoli                         | Kriminalbeamtin                                          | | Schweiz                         | Michael Herzig | 2007 |
| Timo Nortamo                              | Polizist                                                 | | Finnland                        | Ilkka Remes | 2005 |
| Michael Ochajon                           | Kriminalinspektor                                        | | Israel                          | Batya Gur | 1992 |
| Conrad Orsini                             | Privatdetektiv                                           | | Österreich                      | Lizl Stein, Georg Koytek | 2010 |
| Michel Osbourne                           | CIA-Agent                                                | | USA                             | Daniel Silva | 1998 |
| Siri Paiboun                              | Pathologe                                                | | Laos                            | Colin Cotterill | 2004 |
| Charlie Parker                            | Privatermittler                                          | Louis, Angel, Fulci-Brüder                                                                            | USA                             | John Connolly | 1999 |
| Parker                                    | Berufskrimineller                                        | | USA                             | Richard Stark | 1962 |
| Amelia Peabody                            | Ägyptologin                                              | | USA                             | Elizabeth Peters | 1975 |
| Toby Peters                               | Privatdetektiv                                           | | USA                             | Stuart Kaminsky | 1977 |
| Balduin Pfiff                             | Meisterdetektiv                                          | | BRD                             | Wolfgang Ecke | 1975 |
| Chico Pipa                                | Privatdetektiv                                           | Gregorio Scarta (ehem. Polizeihund)                                                                   | Italien                         | Carlo Manzoni | 1960 |
| Dirk Pitt                                 | Agent                                                    | | USA                             | Clive Cussler | 1973 |
| Thomas Pitt                               | Polizist                                                 | Charlotte Pitt                                                                                        | Großbritannien                  | Anne Perry | 1979 |
| Stephanie Plum                            | Privatdetektivin                                         | | USA                             | Janet Evanovich | 1995 |
| Hercule Poirot                            | Privatdetektiv                                           | Arthur Hastings                                                                                       | Großbritannien                  | Agatha Christie | 1920 |
| Simon Polt                                | Gendarmeriebeamter                                       | | Österreich                      | Alfred Komarek | 1998 |
| John Poole                                | Inspektor                                                | | Großbritannien                  | Henry Wade | 1929 |
| Milena Proháska                           | Ex-Anwältin                                              | Jean Beringer                                                                                         | Deutschland                     | Doris Gercke | 2002 |
| Ellery Queen                              | Amateurdetektiv                                          | | USA                             | Ellery Queen | 1929 |
| Gerriet Quirke                            | Pathologe                                                | | Irland                          | Benjamin Black | 2006 |
| John Rain                                 | Auftragskiller                                           | | USA                             | Barry Eisler | 2002 |
| Mma Ramotswe                              | Privatdetektivin                                         | | Botswana                        | Alexander McCall Smith | 2000 |
| Mitch Rapp                                | CIA-Agent                                                | | USA                             | Vince Flynn | 1999 |
| Gereon Rath                               | Kommissar                                                | | Deutschland                     | Volker Kutscher | 2007 |
| Jack Reacher                              | ehem. Militärpolizist                                    | | USA                             | Lee Child | 1997 |
| Joseph Reavley                            | Vikar                                                    | | Großbritannien                  | Anne Perry | 2003 |
| John Rebus                                | Inspektor                                                | Siobhan Clarke                                                                                        | Großbritannien                  | Ian Rankin | 1987 |
| Lincoln Rhyme                             | Forensischer Experte                                     | Amelia Sachs                                                                                          | USA                             | Jeffery Deaver | 1997 |
| Jason Richter                             | Major                                                    | Talon                                                                                                 | USA                             | Dale Brown | 2005 |
| Jacques Ricou                             | Richter                                                  | | Frankreich                      | Ulrich Wickert | 2005 |
| Jane Rizzoli                              | Detective Inspector                                      | Maura Isles                                                                                           | USA                             | Tess Gerritsen | 2001 |
| Köbi Robert                               | Privatdetektiv                                           | | Schweiz                         | Stephan Pörtner | 1998 |
| Bennie Rosato                             | Anwältin                                                 | | USA                             | Lisa Scottoline | 1993 |
| Porifirij Petrovich Rostnikov             | Kriminalinspektor                                        | | Russland                        | Stuart Kaminsky | 1981 |
| Joseph Rouletabille                       | Reporter                                                 | | Frankreich                      | Gaston Leroux | 1907 |
| Rungholt                                  | Privatdetektiv (Patrizier)                               | Marek                                                                                                 | Deutschland                     | Derek Meister | 2006 |
| Martin Sanders                            | Privatdetektiv, ehemaliger LKA-Beamter                   | Liberty Vale                                                                                          | Deutschland                     | Bettina Kerwien | 2015 |
| Francesco Santamaria                      | Commissario                                              | | Italien                         | Fruttero & Lucentini | 1974 |
| Agaton Sax                                | Meisterdetektiv                                          | | Schweden                        | Nils-Olof Franzén | 1955 |
| Kay Scarpetta                             | Gerichtsmedizinerin                                      | | USA                             | Patricia Cornwell | 1990 |
| Schmitty                                  | Polizist                                                 | | USA                             | George Bagby | 1935 |
| Gunnar Schneeganß                         | Kriminalkommissar                                        | Gisbert Hinz, Eugen Grätz, Jessica Schlamp                                                            | Deutschland                     | Horst Bosetzky | 2009 |
| 00 Schneider                              | Kommissar                                                | | Deutschland                     | Helge Schneider | 1994 |
| Matthew Scudder                           | Privatdetektiv                                           | | USA                             | Lawrence Block | 1976 |
| Konrad Sejer                              | Kommissar                                                | | Norwegen                        | Karin Fossum | 1995 |
| Gerhard Selb                              | Privatdetektiv                                           | | Deutschland                     | Bernhard Schlink | 1987 |
| Doug Selby                                | Staatsanwalt                                             | Rex Brandon, Sylvia Martin                                                                            | USA                             | Erle Stanley Gardner | 1937 |
| Peter Shandy                              | Professor                                                | | USA                             | Charlotte MacLeod | 1978 |
| Matthew Shardlake                         | Barrister                                                | | England                         | C. J. Sansom | 2003 |
| Rei Shimura                               | Detektivin                                               | | Japan                           | Sujata Massey | 1997 |
| Maud Silver                               | Detektivin                                               | Frank Abbott                                                                                          | Großbritannien                  | Patricia Wentworth | 1928 |
| Leonie Simon                              | Rechtsmedizinerin                                        | | Deutschland                     | Renate Kampmann | 2001 |
| David Small                               | Rabbiner                                                 | | USA                             | Harry Kemelman | 1964 |
| George Smiley                             | Geheimagent, Leiter des Auslandsgeheimdienstes           | Peter Guillam                                                                                         | Großbritannien                  | John le Carré | 1961 |
| Mackenzie Smith                           | Juraprofessor                                            | Annabelle Reed (Smith)                                                                                | USA                             | Margaret Truman Daniel | 1990 |
| Hans von Solberg                          | Detektiv                                                 | Notar Püster                                                                                          | Deutschland                     | Friedrich Gerstäcker | 1870 |
| Soneri                                    | Commissario                                              | | Italien                         | Valerio Varesi | 2000 |
| Sam Spade                                 | Privatdetektiv                                           | | USA                             | Dashiell Hammett | 1930 |
| Spenser                                   | Privatdetektiv                                           | | USA                             | Robert B. Parker | 1973 |
| Matthäus Spielberger                      | Gastwirt                                                 | | Österreich                      | Christian Mähr | 2014 |
| Sweeney St. George                        | Kunsthistorikerin                                        | | USA                             | Sarah Stewart Taylor | 2003 |
| Philip St. Ives                           | Unterhändler                                             | Myron Greene                                                                                          | USA                             | Ross Thomas | 1969 |
| John Stableford                           | Literaturprofessor                                       | Sir Perceval Holmes, Harriet Taylor                                                                   | Großbritannien                  | Rob Reef | 2010 |
| Josef Maria Stachelmann                   | Historiker / Privatermittler                             | | Deutschland                     | Christian von Ditfurth | 2002 |
| Jack Stapleton                            | Pathologe                                                | Laurie Montgomery                                                                                     | USA                             | Robin Cook | 1992 |
| Fred Staub                                | Polizeihauptmann                                         | | Schweiz                         | Ernst Solèr | 2006 |
| Frank Stave                               | Oberinspektor                                            | James MacDonald                                                                                       | Deutschland                     | Cay Rademacher | 2011 |
| Felicitas Stern                           | Äbtissin                                                 | | Deutschland                     | Petra Oelker | 2001 |
| Lea Storm                                 | Autorin, Übersetzerin                                    | Martin Glander, Merve Celik                                                                           | Deutschland                     | Beate Vera | 2014 |
| Wachtmeister Studer                       | Wachtmeister                                             | | Schweiz                         | Friedrich Glauser | 1936 |
| Tabor Süden                               | Kommissar, später Privatermittler                        | | Deutschland                     | Friedrich Ani | 1998 |
| Nora Tabani                               | Privatdetektivin                                         | | Schweiz                         | Mitra Devi | 2008 |
| Simon Tanner                              | Kommissar                                                | | Schweiz                         | Urs Schaub | 2003 |
| Simon Templar                             | Krimineller                                              | | Großbritannien                  | Leslie Charteris | 1928 |
| Paul Temple                               | Privatdetektiv und Kriminalschriftsteller                | Steve Temple                                                                                          | Großbritannien                  | Francis Durbridge | 1938 |
| John Evelyn Thorndyke                     | Gerichtsmediziner                                        | | Großbritannien                  | Richard Austin Freeman | 1907 |
| C.J. Townsend                             | Staatsanwältin                                           | | USA                             | Jilliane Hoffman | 2004 |
| Will Trent                                | Special Agent                                            | | USA                             | Karin Slaughter | 2007 |
| Das Triumvirat: Albrecht, Bargmann, Korff | Oberst a. D., Pfarrer, Arzt                              | Gastwirt                                                                                              | BRD                             | Gisbert Haefs | 1987 |
| Dagobert Trostler                         | Amateurdetektiv                                          | | Österreich                      | Balduin Groller | 1910 |
| Henry Turnbuckle                          | Detective Sergeant                                       | Ralph                                                                                                 | USA                             | Jack Ritchie | 1975 |
| Tweed                                     | stv. Direktor Geheimdienst SIS                           | | Großbritannien                  | Colin Forbes | 1982 |
| Mira Valensky                             | Journalistin                                             | | Österreich                      | Eva Rossmann | 1999 |
| Professor Augustus van Dusen              | Privatdetektiv                                           | Hutchinson Hutch                                                                                      | USA                             | Jacques Futrelle | 1905 |
| Van Veeteren                              | Kommissar                                                | | undefiniert                     | Håkan Nesser | 1993 |
| Philo Vance                               | Privatdetektiv                                           | | USA                             | S. S. Van Dine | 1926 |
| Fran Varady                               | Privatdetektivin                                         | | Großbritannien                  | Ann Granger | 2004 |
| Joachim Vernau                            | Anwalt                                                   | Marie-Louise Hoffmann                                                                                 | Deutschland                     | Elisabeth Herrmann | 2005 |
| Gaius Volcatius Tullus                    | Tribun und Beamter                                       | | Römisches Reich                 | Hans Dieter Stöver | 1982 |
| Bodo Völxen                               | Kommissar                                                | | Deutschland                     | Susanne Mischke | 2008 |
| Johann Friedrich von Allmen               | Detektiv                                                 | | Schweiz                         | Martin Suter | 2011 |
| Kurt Wallander                            | Kriminalkommissar                                        | Rydberg, Jan Martinsson, Karl Evert Svedberg, Hansson, Sven Nyberg, Ann-Britt Höglund, Stefan Lindman | Schweden                        | Henning Mankell | 1991 |
| Linda Wallander                           | Polizistin                                               | Stefan Lindman                                                                                        | Schweden                        | Henning Mankell | 2002 |
| Clemens Wallner                           | Kommissar                                                | Leonhardt Kreuthner                                                                                   | Deutschland                     | Andreas Föhr | 2009 |
| Vic Warshawsky                            | Privatdetektivin                                         | | USA                             | Sara Paretsky | 1982 |
| Tim Waverly                               | Berufskartenspieler                                      | | USA                             | Tom Kakonis | 1982 |
| Bruce Wayne                               | Industrieller                                            | | USA                             | Bob Kane, Bill Finger | 1939 |
| Fritz Weller                              | Kommissar                                                | | Eifel/Deutschland               | Markus Theisen | 1968 |
| Reginald Wexford                          | Chiefinspector                                           | | Großbritannien                  | Ruth Rendell | 1964 |
| Jonathan Wide                             | Privatdetektiv                                           | | Schweden                        | Åke Edwardson | 1997 |
| Hanne Wilhelmsen                          | Kommissarin                                              | | Norwegen                        | Anne Holt | 1993 |
| William von Baskerville                   | Franziskanermönch                                        | Adson von Melk                                                                                        | Italien                         | Umberto Eco | 1980 |
| Lord Peter Wimsey                         | Amateurdetektiv                                          | Harriet Vane, Mervyn Bunter, Charles Parker                                                           | Großbritannien                  | Dorothy L. Sayers | 1923 |
| Erik Winter                               | Kommissar                                                | | Schweden                        | Åke Edwardson | 1997 |
| Max Winter                                | Privatdetektiv                                           | | Niederlande                     | Felix Thijssen | 2002 |
| Max Wolfe                                 | Detective Constable                                      | | England                         | Tony Parsons | 2014 |
| Nero Wolfe                                | Privatdetektiv                                           | Archie Goodwin                                                                                        | USA                             | Rex Stout | 1934 |
| C.F. Wong                                 | Feng-Shui-Detektiv                                       | Joyce McQuinnie                                                                                       | Singapur                        | Nury Vittachi | 2000 |
| Artie Wu                                  | Privatdetektiv                                           | Quincy Durant                                                                                         | USA                             | Ross Thomas | 1978 |
| Aurelio Zen                               | Polizeikommissar                                         | | Italien                         | Michael Dibdin | 1988 |